# Skupštinski nadzor sektora bezbednosti u Srbiji
Skupštinski nadzor sektora bezbednosti u Srbiji podrazumeva demokratsku kontrolu i nadzor nad akterima sektora bezbednosti od strane legitimnih i demokratski izabranih predstavnika građana u Narodnoj skupštini Republike Srbije. Narodna skupština Republike Srbije nadzor vrši u plenumu i preko dva stalna radna tela, odnosno Odbora za odbranu i unutrašnje poslove i Odbora za kontrolu službi bezbednosti.
Skupštinski nadzor sektora bezbednosti jedan je od šest osnovnih stubova demokratske civilne kontrole i nadzora nad sektorom bezbednosti. Demokratska civilna kontrola podrazumeva odgovornost institucija sektora bezbednosti prema građanima i drugim državnim institucijama.
Pored skupštinskog nadzora, tu spadaju i unutrašnja kontrola, kontrola koju vrši izvršna vlast, sudska kontrola, nadzor nezavisnih državnih institucija (Zaštitnik građana, Poverenik za informacije od javnog značaja i zaštitu podataka o ličnosti, Državna revizorska institucija, Agencija za borbu protiv korupcije itd) i nadzor javnosti (mediji, univerziteti, civilno društvo).

## Kontekst
Reforma sektora bezbednosti je širi koncept unutar kojeg se pojavio i pojam skupštinskog nadzora sektora bezbednosti. Nakon smene autoritarnog režima oktobra 2000. godine bilo je potrebno uspostaviti demokratiju, odnosno usvojiti niz zakona koji bi ograničili samovolju pojedinaca na najvišim državnim položajima i podelili državnu vlast u skladu sa demokratskim vrednostima.
Reforma sektora bezbednosti je podeljena u dve faze. Prva faza se odnosi na uspostavljanje zakonskog okvira koji reguliše sektor bezbednosti i podvrgava ga demokratskom upravljanju i civilnoj kontroli. Druga faza se odnosi na implementaciju zakona iz prve faze.
Sektor odbrane Republike Srbije, odnosno Ministarstvo odbrane, oružane snage i vojne službe, do 2006. godine nije bio predmet nadzora Narodne skupštine Republike Srbije. Ovaj sektor bio je u nadležnosti Savezne skupštine Državne zajednice Srbije i Crne Gore.Tek nakon raspada Državne zajednice Srbije i Crne Gore stekli su se uslovi da Narodna skupština Republike Srbije preuzme kompletnu nadležnost, zakonodavnu i kontrolnu, nad ovim sektorom. Usvojen je niz zakona koji se odnose na sektor bezbednosti.
Novi Ustav Republike Srbije proglašen je 2006. godine. U Ustavu se pojavila odredba da je „Vojska Srbije pod demokratskom i civilnom kontrolom“. Pored toga usvojen je niz sistemskih zakona koji regulišu sektor bezbednosti. Decembra 2007. godine usvojeni su Zakon o Vojsci Srbije, Zakon o odbrani i Zakon o osnovama uređenja službi bezbednosti Republike Srbije koji su dodatno razradili ustavnu kategoriju demokratske i civilne kontrole sektora bezbednosti. Dve godine nakon usvajanja ovih zakona Narodna skupština Republike Srbije usvojila je najvažnija strateška dokumenta: Strategiju nacionalne bezbednosti i Strategiju odbrane. Ovi dokumenti takođe sadrže odredbe koje ističu važnost izgradnje mehanizama demokratske civilne kontrole Vojske Srbije, kao i bezbednosno-obaveštajnog sistema.
Pored toga, usvojeni su i zakoni: Izmene i dopune Zakona o Vojsci Srbije i Zakona o odbrani, Zakon o Vojnoobaveštajnoj agenciji i Zakon o Vojnobezbednosnoj agenciji, Zakon o upotrebi Vojske Srbije i drugih snaga odbrane u multinacionalnim operacijama van granica Republike Srbije, Zakon o vojnoj, radnoj i materijalnoj obavezi i Zakon o civilnoj službi. Svi ovi zakoni podvlače ulogu Narodne skupštine u ostvarivanju demokratske i civilne kontrole sektora bezbednosti.
Zaokruživanje zakonskog okvira o skupštinskom nadzoru sektora bezbednosti usledilo je 2010. godine sa usvojenim Zakonom o Narodnoj skupštini i usvojenim novim skupštinskim Poslovnikom.
Zakonski okvir uspostavljen u prvoj fazi reforme sektora bezbednosti podvrgao je sektor bezbednosti kontroli Narodne skupštine Republike Srbije i istakao je kao deo sistema nacionalne bezbednosti u širem smislu, naglasivši njenu kontrolnu i nadzornu ulogu.

## Predmet skupštinskog nadzora
Narodna skupština Republike Srbije u okviru svojih nadležnosti vrši četiri funkcije: predstavničku, zakonodavnu, izbornu i kontrolnu.
U okviru svoje zakonodavne funckije, usvajanjem zakona i strateških dokumenata, Narodna skupština formira celokupan sistem nacionalne bezbednosti Republike Srbije. Zato je ona prvo tvorac, pa tek onda kontrolor i nadzornik sistema nacionalne bezbednosti Srbije.
U okviru kontrolne funkcije ona vrši nadzor nad radom Vlade i odlučuje o prestanku mandata Vlade i ministara. Takođe, vrši nadzor nad radom službi bezbednosti, guvernera Narodne banke Srbije, Zaštitnika građana i drugih organa i tela u skladu sa zakonom. Kada je reč o sektoru bezbednosti, Narodna skupština može da kontroliše i nadzire javne finansije, zakonitost rada i poštovanje ljudskih prava, kao i bezbednosnu saradnju i integracije (učestvovanje u multinacionalnim operacijama, međunarodna saradnja itd).
Skupština formira stalna (odbore) i privremena (anketne odbore i komisije) radna tela preko kojih razmatra zakone, predlaže amandmane i razmatra izveštaje koje njima podnose činioci sektora bezbednosti.

## Organizacija skupštinskih odbora nadležnih za sektor bezbednosti
Odbor za odbranu i unutrašnje poslove i Odbor za kontrolu službi bezbednosti formirani su novim Poslovnikom Narodne skupštine iz 2010. Stariji Poslovnik je predviđao samo Odbor za odbranu i bezbednost, koji su dva nova odbora zamenila i time povećala mogućnost za kvalitetniji nadzor sektora bezbednosti.
Kroz rad Odbora za odbranu i unutrašnje poslove i Odbora za kontrolu službi bezbednosti, Narodna skupština vrši nadzor nad Ministarstvom odbrane, Vojskom Republike Srbije, Ministarstvom unutrašnjih poslova, odnosno policijom, kao i nad službama bezbednosti: Vojnobezbednosnom agencijom, Vojnoobaveštajnom agencijom i Bezbednosno-informativnom agencijom.
Zbog prirode svog posla Odbor za finansije, republički budžet i kontrolu trošenja javnih sredstava, takođe formiran novim Poslovnikom, važan je za kontrolu sektora bezbednosti.
Odbor za odbranu i unutrašnje poslove broji sedamnaest članova. Svaki član ima svog zamenika. Predsednica odbora u poslednjem sazivu skupštine od jula 2016. godine je Marija Obradović, članica Srpske napredne stranke.
Odbor za kontrolu službi bezbednosti broji devet članova. Takođe, svaki član ima svog zamenika. Predsednik odbora u poslednjem sazivu skupštine od jula 2016. godine je Igor Bečić, član Srpske napredne stranke.
Predsednici odbora u prethodnim sazivima Narodne skupštine Republike Srbije:
|                              | Predsednik/ca Odbora za odbranu i unutrašnje poslove | Predsednik/ca Odbora za kontrolu službi bezbednosti | Predsednik/ca Odbora za odbranu i bezbednost   |
| Saziv NSRS od aprila 2014.   | Marija Obradović (Srpska napredna stranka)           | Momir Stojanović (Srpska napredna stranka)          | /                                              |
| Saziv NSRS od maja 2012.     | Dušan Bajatović (Socijalistička partija Srbije)      | Jadranka Joksimović (Srpska napredna stranka)       | /                                              |
| Saziv NSRS od juna 2008.     | /                                                    | /                                                   | Dušan Bajatović (Socijalistička parija Srbije) |
| Saziv NSRS od februara 2007. | /                                                    | /                                                   | Ivica Dačić (Socijalistička partija Srbije)    |
| Saziv NSRS od januara 2004.  | /                                                    | /                                                   | Milorad Mirčić (Srpska radikalna stranka)      |
| Saziv NSRS od januara 2001.  | /                                                    | /                                                   | Dragan Šutanovac (2002-03)                     |

Samo u dva navrata (sazivi NSRS od januara 2004. i od februara 2007) dužnost predsednika nekog od nadzornih odbora obavljali su predstavnici opozicionih političkih partija.

## Mehanizmi kontrole skupštinskih odbora
Kako bi mogli efikasno da vrše nadzor nad radom aktera u sektoru bezbednosti, poslanici Odbora za odbranu i unutrašnje poslove i Odbora za kontrolu službi imaju pristup tajnim podacima ukoliko poseduju bezbednosni sertifikat.
Odbori na raspolaganju imaju nekoliko mehanizama za kontrolu i nadzor:

### Razmatranje redovnih i vanrednih izveštaja o radu institucija sektora bezbednosti
Institucije imaju obavezu da ove izveštaje podnose na tri ili šest meseci, a poslanicima mogu biti podneti i vanredni izveštaji kad oni to zatraže radi razjašnjenja pojedinačnih slučajeva ili tema. Sednice na kojima se diskutuje o izveštajima su najčešće otvorene za javnost, osim u slučajevima kada se raspravlja o poverljivim podacima.

### Razmatranje predloga zakona i strateških dokumenata
Razmatranjem i usvajanjem zakonskih predloga i nacrta strateških dokumenata odbornici imaju priliku da utiču na oblikovanje bezbednosnih politika.

### Razmatranje predloga budžetskih sredstava za rad aktera sektora bezbednosti
Pored razmatanja predloga budžetskih sredstava, članovi odbora nadziru zakonitost trošenja tih sredstava. Evaluacija izveštaja o radu je veoma važan instrument u rukama odbornika s obzirom da oni sadrže informacije aktivnostima, realizaciji ciljeva i trošenju budžetskih sredstava.

### Organizovanje javnih slušanja
Ova praksa omogućava poslanicima da dobiju stručna mišljenja o određenim temama, kako bi mogli predložiti bolja zakonska rešenja ili efikasnije nadzirati bezbednosne institucije i način na koji primenjuju zakone.

### Terenske posete
Članovi dva nadležna odbora mogu posetiti najavljeno i nenajavljeno bilo koju od službi bezbednosti, kasarnu, zatvor, policijsku stanicu. Ovaj mehanizam omogućuje poslanicima da steknu neposredan uvid u stanje institucija sektora bezbednosti. Nenajavljene posete su bolji vid kontrole jer time se ne daje mogućnost zaposlenima u institucijama da zamaskiraju određene nepravilnosti i manjkavosti u svom radu.
Pored ovih mehanizama Odbor za odbranu i unutrašnje poslove može da:
1. razmatra pitanja koja se odnose na Vojsku Srbije, Odbranu Republike Srbije, proizvodnju, promet i prevoz naoružanja i vojne opreme i upućivanje pripadnika Vojske Srbije i drugih snaga odbrane u multinacionalne misije van granica Republike,

1. razmatra pitanja iz javne i državne bezbednosti.[17]

Odbor za kontrolu službi bezbednosti na raspolaganju ima mogućnost da:
1. nadzire usklađenost rada službi bezbednosti sa strategijom nacionalne bezbednosti,

1. nadzire poštovanje političke, ideološke i interesne neutralnosti u radu službi bezbednosti,

1. nadzire zakonitost primene posebnih postupaka i mere za tajno prikupljanje podataka.[18]

## Mehanizmi kontrole i nadzora sektora bezbednosti u plenumu

### Usvajanje zakona i strateških dokumenata
U pitanju su zakoni iz oblasti odbrane i bezbednosti i strategije odbrane i nacionalne bezbednosti.

### Odobravanje budžeta
Odobravanje budžetskih sredstava za činioce sektora bezbednosti i zakonitost trošenja tih sredstva predstavlja jedno od najjačih mehanizama kontrole Narodne skupštine. Poslanici učestvuju u svakoj fazi kreiranja budžeta. Nadzor trošenja budžetskih sredstva vrši Odbor za finansije, republički budžet i kontrolu trošenja javnih sredstava, kao i odbori nadležni za nadzor institucija sektora bezbednosti.

### Postavljanje poslaničkih pitanja
Svakog poslednjeg četvrtka u mesecu poslanici imaju mogućnost da postavljaju pitanja Vladi iliodređenim ministrima koji dolaze u svojstvu gosta u Narodnu skupštinu. Pitanja mogu biti postavljena usmenim ili pismenim putem. Pored toga, poslanici mogu postavljati pitanja o aktuelnim temama određenim ministrima. U tom slučaju, poslanička grupa podnosi predlog predsedniku Narodne skupštine, koji potom organizuje sednicu na kojoj ministri ili druga odgovorna lica odgovaraju na pitanja.

### Interpelacija
Postupak može pokrenuti najmanje 50 poslanika. Ovaj mehanizam kontrole poziva ministre na odgovornost, tako što se pokreće rasprava o radu ministra ili Vlade u celosti. Ministrima se postavljaju pitanja, traže se informacije, proveravaju stavovi Vlade. Ukoliko poslanici nisu zadovoljni odgovorommogu pokrenuti glasanje o nepoverenju Vladi ili jednom od ministara. Predlog za glasanje o nepoverenju može podneti najmanje 60 poslanika i ono je ujedno najsnažnije sredstvo skupštinske kontrole.

### Formiranje anketnih odbora i komisija
Anketni odbori i komisije su privremena radna tela Narodne skupštine koja se formiraju u određenim situacijama kada pojedini događaj treba da se istraži. Radi utvrđivanja činjenica vezanih za određeni događaj, članovi anketnog odbora/ komisije imaju pravo da od državnih organa traže podatke, isprave i obaveštenja. Oni ne mogu vršiti sudske i istražne radnje. Izveštaj anketnog odbora podnosi se Skupštini. Anketni odbori mogu biti sastavljeni isključivo od poslanika, dok u sastav komisija mogu ući i predstavnici drugih institucija i organizacija, eksperti i naučnici.

## Skupštinski nadzor sektora bezbednosti u Srbiji u praksi
Iako su Narodnoj skupštini Republike Srbije dostupni brojni mehanizmi kontrole i nadzora, kako u plenumu, tako i u odborima, poslanici ove mehanizme ne koriste u dovoljnoj meri. Civilno društvo ukazuje na česte probleme u praksi koji se mogu podeliti u dve kategorije:
1. zloupotrebe postojećih zakonskih mehanizama za nadzor: usvajanje velikog broja zakona po hitnom postupku[20], zaobilaženje javne rasprave, trošenje vremena predviđenog za skupštinsku raspravu na čitanje velikog broja amandmana.[21]

1. nedovoljno korišćenje raspoloživih mehanizama za nadzor: tromesečni izveštaji o radu Ministarstva odbrane i Ministarstva unutrašnjih poslova se ne razmatraju na vreme, a samim tim kontrola trošenja budžetskih je veoma ograničena[22], ne prihvataju se predlozi za osnivanje privremenih tela za ispitivanje slučajeva iz oblasti bezbednosti, poslanici jako retko koriste mehanizam poslaničkih pitanja, predlozi budžeta se podnose Narodnoj skupštini sa velikim zakašnjenjem što skraćuje vreme poslanicima za raspravu, i slično.[23]

## Literatura
- Đokić, Katarina. Demistifikujemo za vas: ko bi trebalo da nadzire službe Архивирано на веб-сајту  (15. јул 2019). Beogradski centar za bezbednosnu politiku, 2015.
- Đokić, Katarina, Erceg, Vladimir. Parlamentarni nadzor i izgradnja integriteta u institucijama bezbednosti Архивирано на веб-сајту  (15. јул 2019). Beogradski centar za bezbednosnu politiku, 2014.
- Erceg, Vladimir. Poslanička pitanja kao mehanizam parlamentarne kontrole sekotra bezbednosti Архивирано на веб-сајту  (13. јул 2019). Beogradski centar za bezbednosnu politiku, 2014.
- Petrović, Predrag (ur). Posebne mere tajnog prikupljanja podatka: Vodič za nadzor Архивирано на веб-сајту  (13. септембар 2016). Beogradski centar za bezbednosnu politiku, Beograd, 2015.

## Spoljašnje veze
- Bezbednost na dlanu - portal o reformi sektora bezbednosti u Srbiji
- Otvoreni parlament
- Zvanični sajt Beogradskog centra za bezbednosnu politiku Архивирано на веб-сајту  (30. јун 2019)
- Zvanični sajt Narodne skupštine Republike Srbije